# Rittergasse 5 (Quedlinburg)

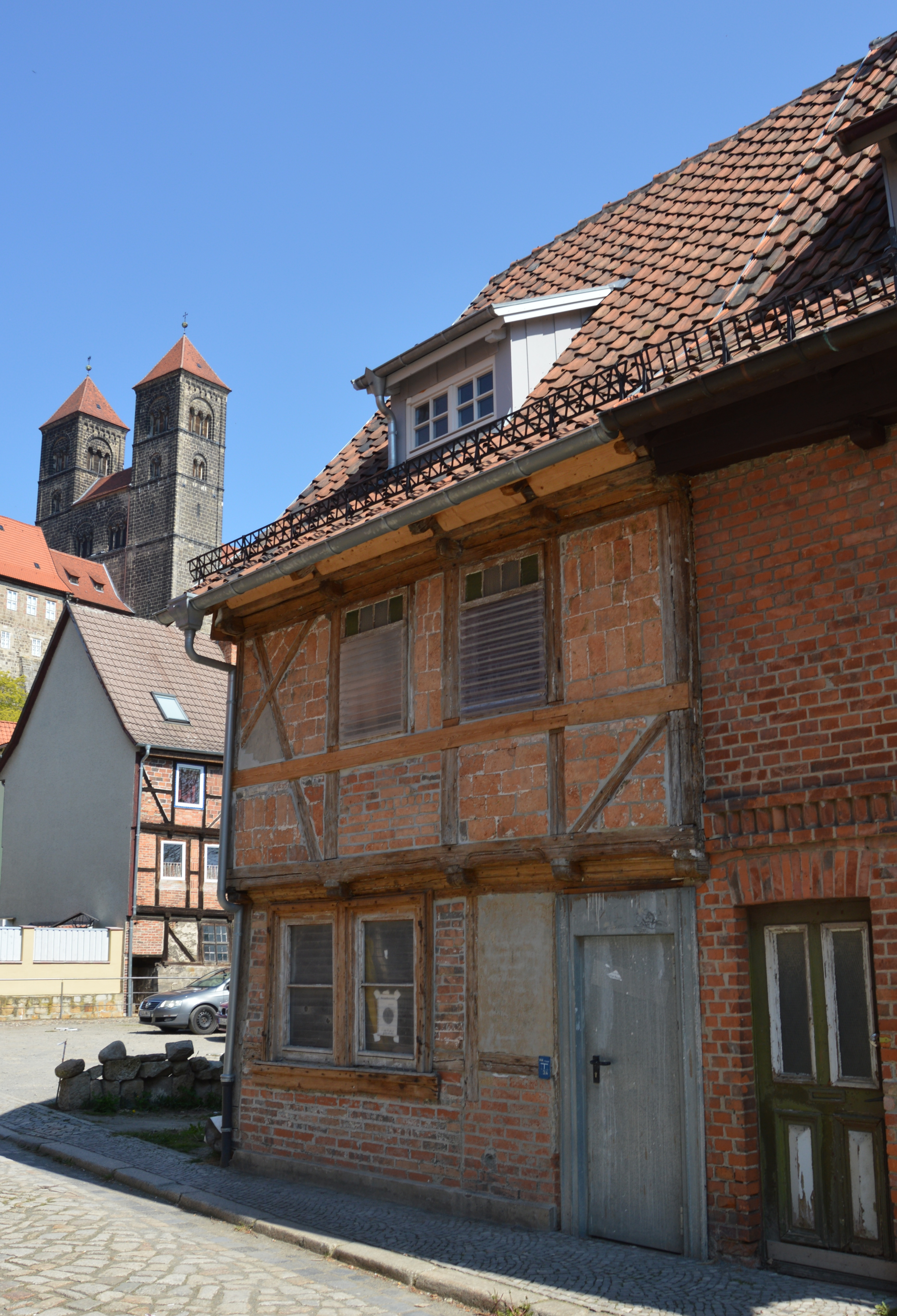
Rittergasse 5, 2016

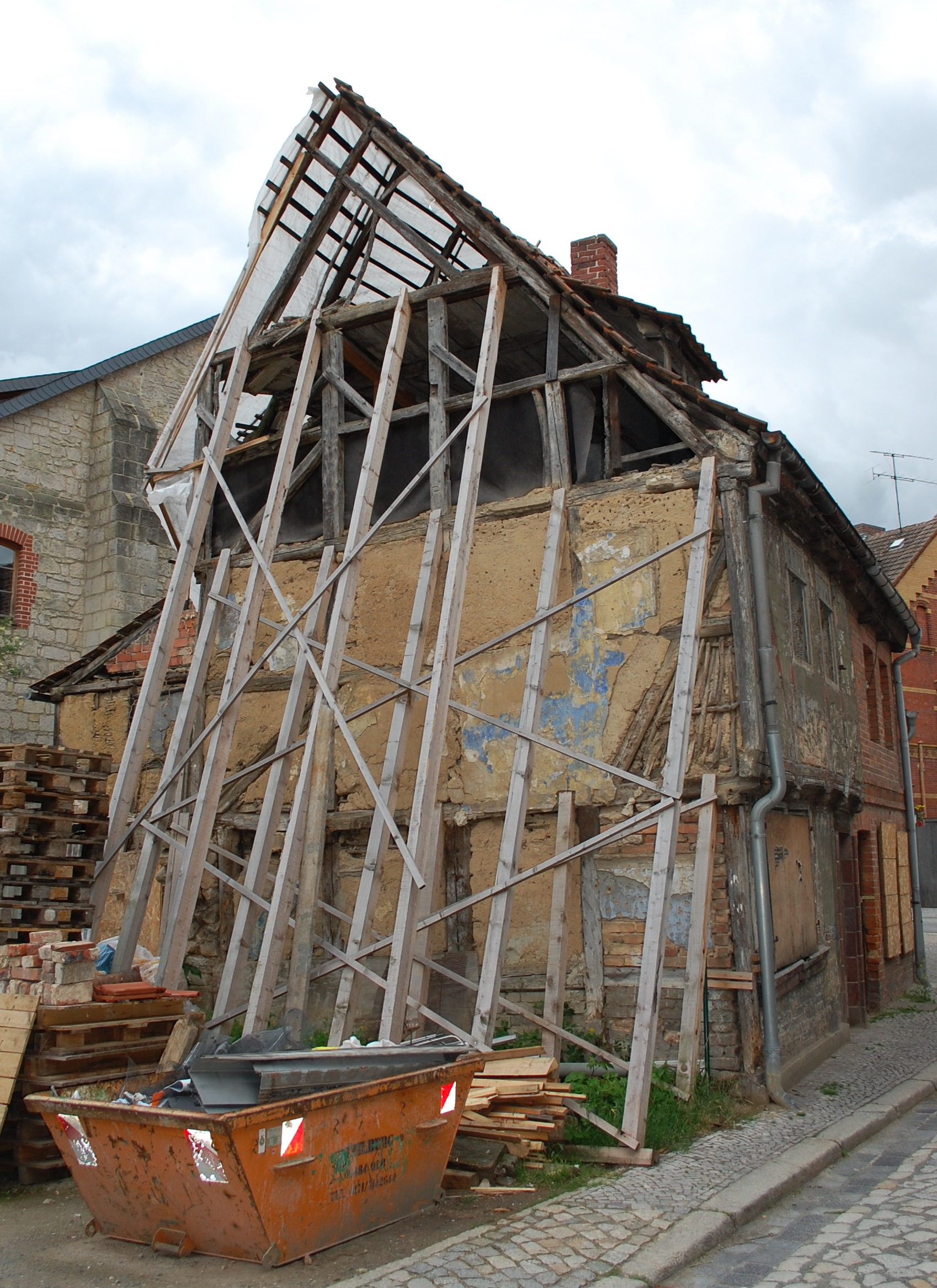
Seitenansicht, Blick von Norden, 2012, vor der Sanierung

Das Haus Rittergasse 5 ist ein denkmalgeschütztes Gebäude in der Stadt Quedlinburg in Sachsen-Anhalt.

## Lage
Es befindet sich im Stadtgebiet südlich des Quedlinburger Schlossberges und gehört zum UNESCO-Weltkulturerbe.

## Architektur und Geschichte
Das kleine als Fachwerkhaus errichtete Wohngebäude entstand im Jahr 1665 und ist im Quedlinburger Denkmalverzeichnis eingetragen. An der Fachwerkfassade findet sich das Fachwerkmotiv des Halben Manns sowie ein Fußband. Die Stockschwelle ist mit Schiffskehlen verziert. Darüber hinaus bestehen profilierte Füllhölzer. Zum Gebäude gehört ein ebenfalls in Fachwerkbauweise errichteter mit einem Mansarddach bedeckter Seitenflügel.
Das leerstehende Gebäude war stark sanierungsbedürftig und wurde im Zeitraum 2012/13 saniert.